# Vilar de Canes
Vilar de Canes là một đô thị trong tỉnh Castellón, Cộng đồng Valencia, Tây Ban Nha. Đô thị Vilar de Canes có diện tích 15,9 km², dân số theo điều tra năm 2010 của Viện thống kê quốc gia Tây Ban Nha là 181 người. Đô thị Vilar de Canes nằm ở khu vực có độ cao 668 mét trên mực nước biển.